# Assassinat de Manuel Esteban Páez Terán
Manuel Esteban Páez Terán, també conegut com Tortuguita, va ser un ecoanarquista i activista ambiental no-binari veneçolà, que va ser assassinat a trets per la policia de l'estat de Geòrgia el 18 de gener de 2023 durant una batuda al campament Stop Cop City en què un agent va resultar ferit a la cama.
Les imatges de l'incident, recuperades d'una càmera corporal, van demostrar que la ferida de bala a la cama del policia va ser producte del foc amic.
Els resultats de l'autòpsia van constatar que Páez va rebre fins a 57 trets i no es va trobar residu de pólvora a les seves mans, cosa que indica que ell no havia disparat en contra de la policia. L'autòpsia independent encarregada per la família mostra ferides amb sortida de bala a les dues mans de Páez, fet que confirma que, durant el tiroteig, el jove activista mantenia les mans enlaire.
Segons The Guardian, Páez va ser el primer activista ambiental assassinat a trets per la policia durant una protesta en la història recent dels Estats Units d'Amèrica (EUA). Com a resposta al tiroteig, es van realitzar nombroses protestes a diferents ciutats dels EUA. Diferents organitzacions i tres membres del Congrés dels Estats Units van reclamar una investigació independent sobre els fets.

## Esdeveniments

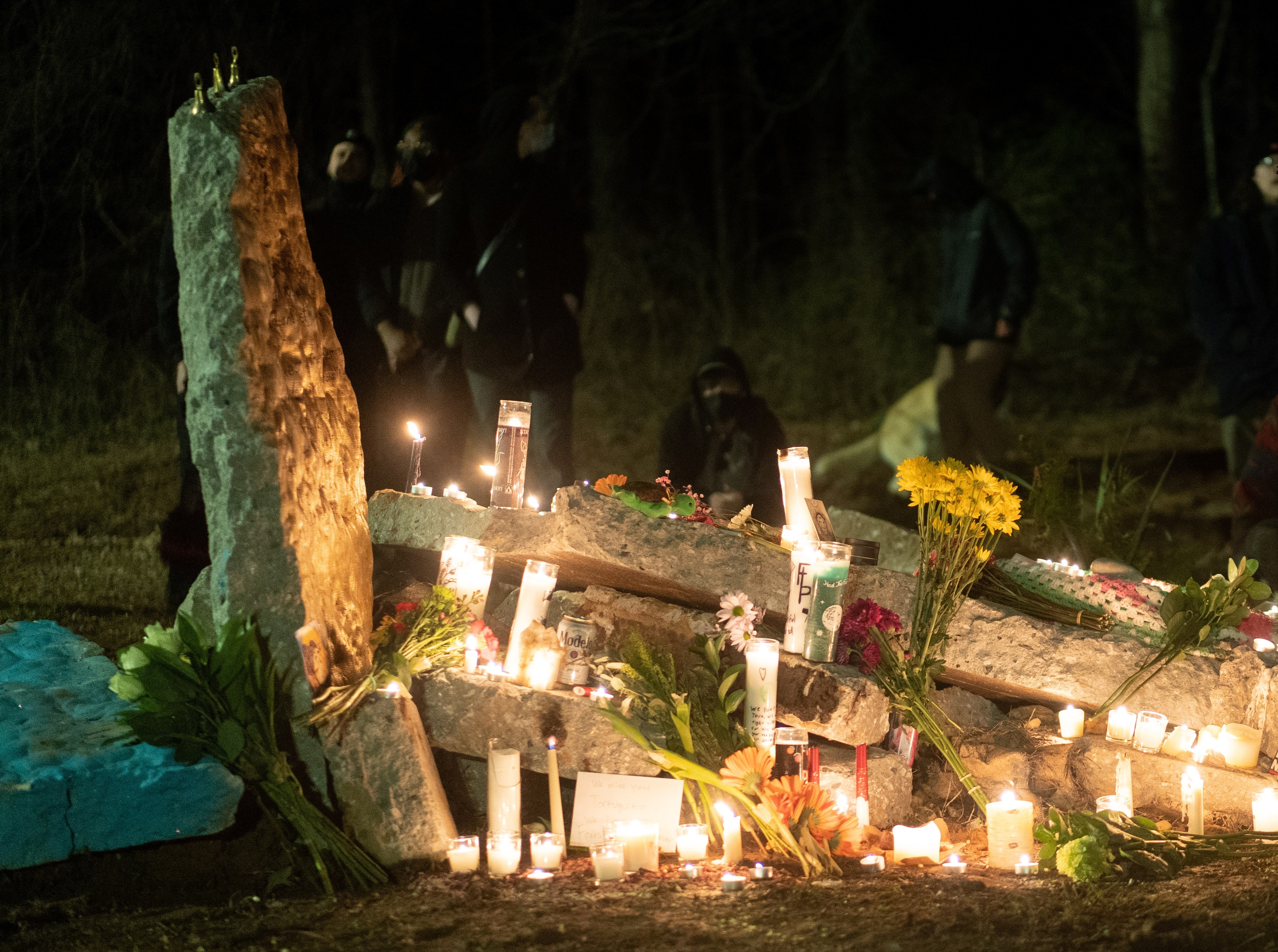
Santuari al bosc d'Atlanta que commemora l'assassinat de Tortuguita

Páez va ser un activista ambiental veneçolà de 26 anys, estudiant de la Universitat Estatal de Florida. Va participar en diversos moviments relacionats amb la justícia social, com Food Not Bombs!, abans d'unir-se a les accions de defensa forestal de Stop Cop City a Atlanta.
El relat policial de l'incident afirma que els agents van trobar una tenda de campanya i van donar ordres verbals perquè la persona que era a dins sortís, afirma que les seves ordres van ser ignorades i que Páez va disparar primer sense previ avís.
Segons l'Oficina de Recerca de Geòrgia (GBI), l'anàlisi balística forense va determinar que el projectil recuperat de la ferida de la cama de l'agent coincidia amb l'arma de foc trobada en possessió del Páez. Els detalls d'aquesta anàlisi encara no s'han fet públics. Es va declarar que l'arma recuperada, una pistola semiautomàtica Smith & Wesson M&P Shield de 9 mm, havia estat adquirida legalment per Páez al setembre de 2020. Tanmateix, una autòpsia posterior va determinar que no hi havia residus de pólvora a les mans de Páez, fet que contradiu la versió de la policia que Páez va disparar primer contra els agents.
Els resultats d'una autòpsia independent van resoldre que Páez havia rebut 14 trets «amb diferents armes de foc» mentre tenia les mans aixecades i estava assegut a terra amb les cames creuades. Aquest fet va ser confirmat per la trajectòria descendent de les bales i pel patró de lesions a les cames. L'autòpsia també va determinar que «cap de les ferides d'arma de foc identificades no van mostrar evidència de trets a boca de canó».
El 19 d'abril del 2023, el metge forense del comtat de DeKalb va realitzar una autòpsia i va dictaminar que la mort de Páez havia estat un homicidi.

## Protestes

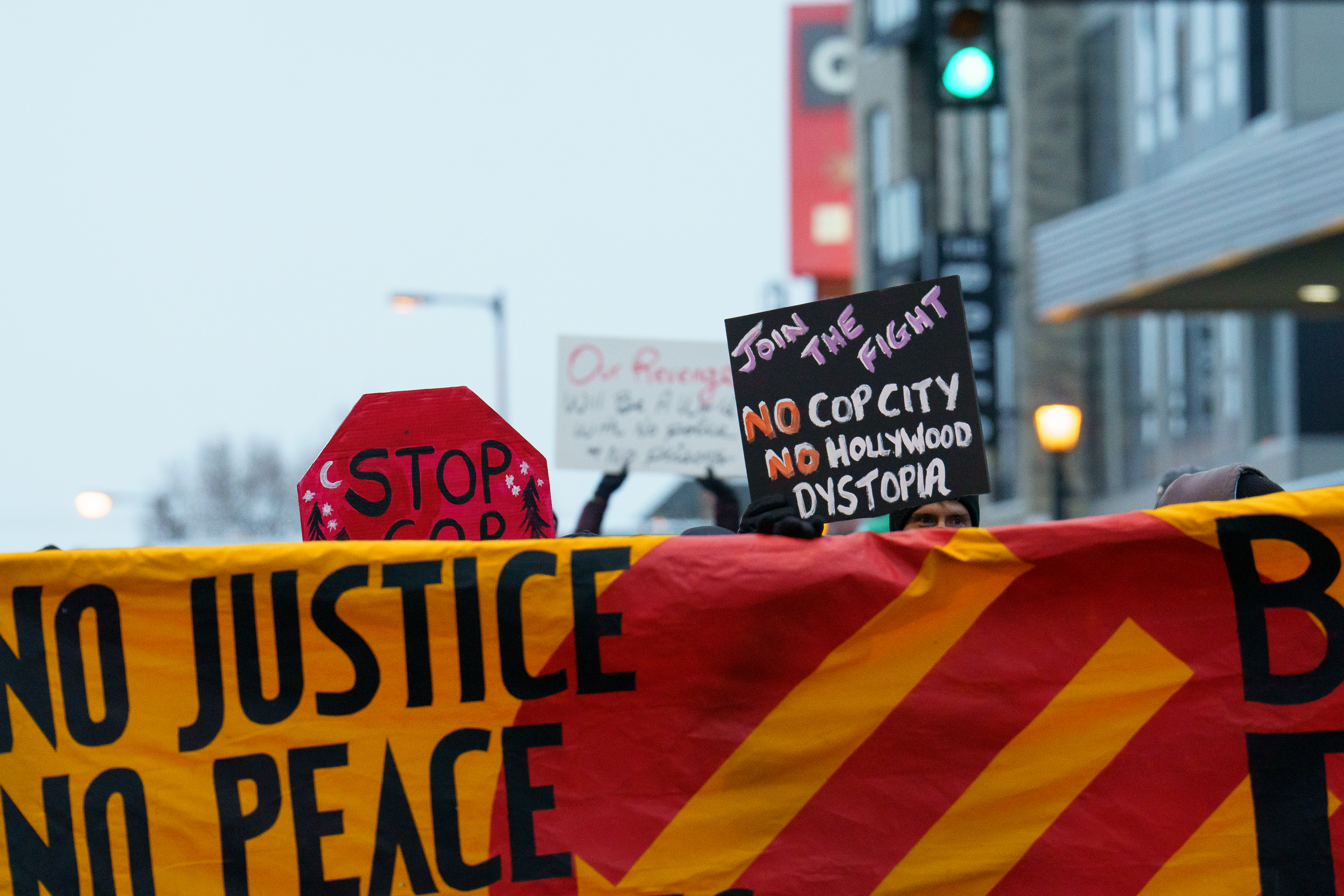
Protesta a Minneapolis el 21 de gener de 2023

Entre el 19 i el 22 de gener de 2023 es van dur a terme concentracions i protestes a les ciutats d'Atlanta, Bridgeport, Minneapolis, Nashville, Filadèlfia, Seattle, Chicago, Tucson i Londres. Alguns manifestants van pintar grafits amb als edificis del Bank of America per a denunciar la participació de l'empresa en el finançament de la construcció de les instal·lacions de l'Atlanta Public Safety Training Center.

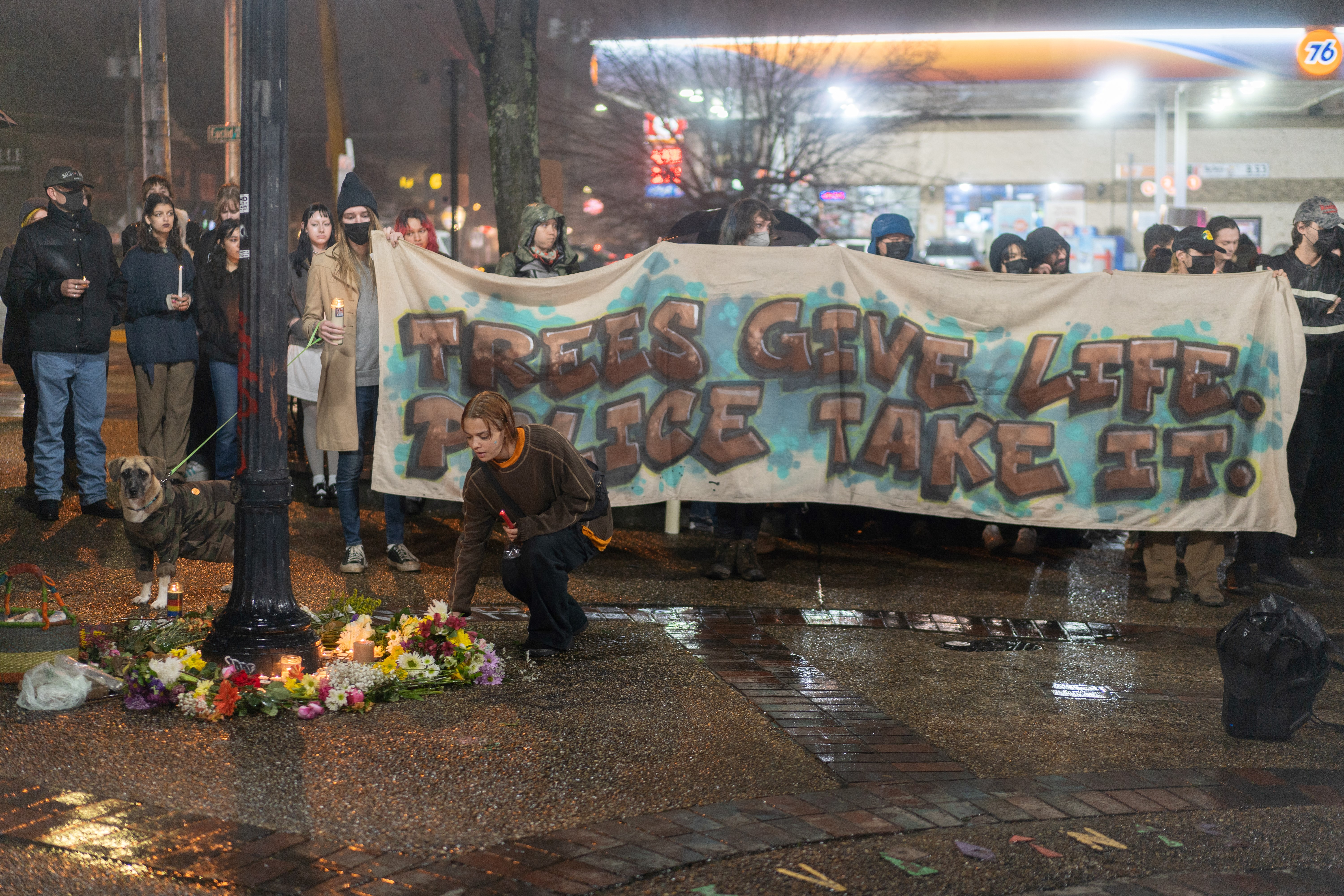
Commemoració de l'assassinat de Páez a Atlanta el 19 de gener de 2023

El 26 de gener del 2023, en resposta als disturbis que es van produir a Atlanta després de l'assassinat de Páez, el governador de Geòrgia, el republicà Brian Kemp, va declarar l'estat d'emergència.
Després de l'assassinat, l'Assemblea General de Geòrgia va establir una legislació que exigeix que els agents de patrulla de l'estat usin càmeres corporals. Al febrer, tres membres del Congrés dels Estats Units van sol·licitar una investigació independent sobre l'assassinat. Diversos centenars d'organitzacions nacionals i internacionals també van condemnar l'assassinat i van reclamar de realitzar una investigació independent.